# Pasquale Mattej
Pasquale Mattei (Formia, 29 gennaio 1813 – Napoli, 17 gennaio 1879) è stato un pittore, disegnatore, archeologo biografo e poeta italiano.

## Biografia

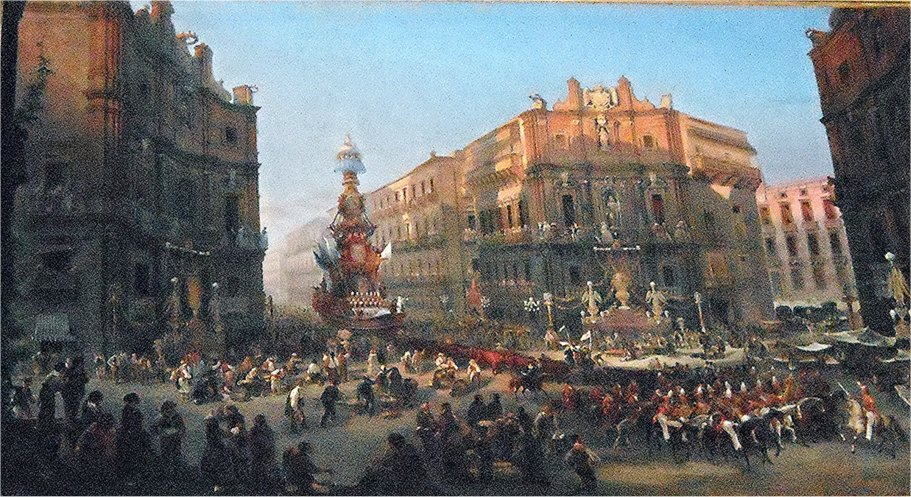
Festa di Santa Rosalia a Palermo di P. Mattej, Palazzo Reale (Napoli)

Pasquale de baroni Mattej (risultante spesso come Pasquale Mattei), nacque a Formia nel 1813. Partecipò attivamente alla Scuola di Posillipo sia in veste di pittore che in quella di storiografo: è infatti sua la prima scrupolosa biografia del Pitloo, pubblicata nel Poliorama Pittoresco.
Fu un uomo molto colto e pieno di risorse in vari campi: archeologia, giornalismo, letteratura e un ottimo organizzatore e promotore di nuove società filarmoniche. La sua prima formazione artistica fu sotto la guida di G. Maldarelli che gli insegnò i suoi schemi neoclassici; passò quindi alla scuola di Pitloo. Nonostante la diversità dei temi, le influenze di quest'ultimo caratterizzeranno tutta la sua produzione artistica. Continuando e ravvivando la tradizione di pittori come Gaetano Gigante, nei suoi dipinti i soggetti ricorrenti sono le scene popolari di folla, gli eventi storici e di cronaca, le feste e le processioni.
Dal 1837 avviò l’attività di disegnatore e pubblicista, collaborò con Poliorama Pittoresco e poi alla rivista L'Arlecchino. Come pittore esordì alla Mostra Borbonica del 1848 (Prospetto dell'Annunziata di Aversa, Straordinaria navigata avvenuta nel 1847 in Mola di Gaeta, acquerelli). Con una produzione volta alla documentazione di eventi storici e della tradizione folclorica tornò a esporre alle biennali borboniche nel 1855 e nel 1859.
I suoi manoscritti e disegni sono tuttora di grande utilità per la ricostruzione della topografia di Formia.
Negli anni cinquanta disegnò diverse tavole (mostrate in galleria) per l'opera del De Bourcard.
Nel 1845, partendo da Mola esplorò il promontorio di Gianola: i suoi studi storico-artistici in merito al luogo furono successivamente consegnati ai lettori del Poliorama Pittoresco. Nell’aprile del 1847, effettuò un viaggio a Ponza, e nel luglio dello stesso anno sbarcò a Ventotene. Le notizie e le impressioni raccolte nelle due isole furono poi pubblicate nel volume L'arcipelago ponziano – memorie storiche e artistiche nel 1857.
Durante i viaggi a Ponza e Ventotene, il Mattej eseguì anche 42 disegni (molti dei quali poi ripassati ad acquerello), raccogliendo dal vivo aspetti folcloristici, costumi, monumenti e vedute panoramiche. Questa parte dell’opera sua è oggi conservata nella Biblioteca Vallicelliana di Roma assieme a un suo fondamentale manoscritto autografo.

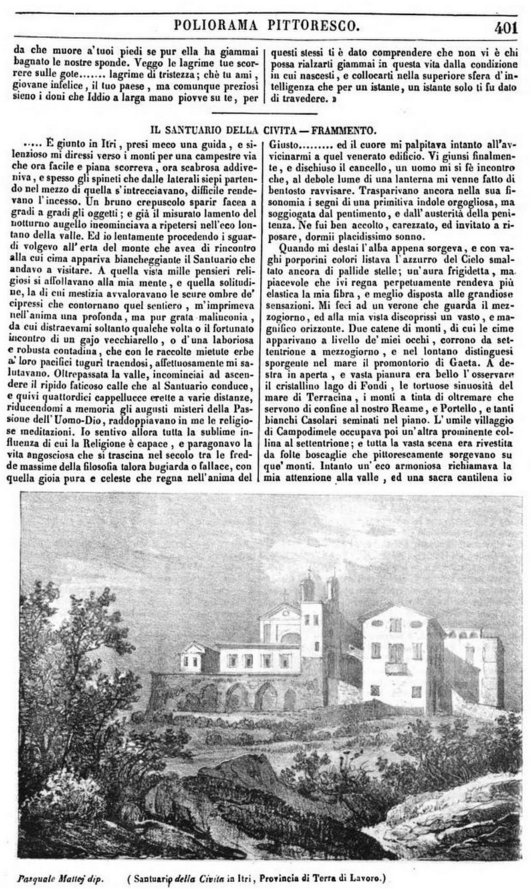
Poliorama Pittoresco (vol. 1, p. 401) - parte di articolo scritto e illustrato da Pasquale Mattej. Su Google-libri

## Opere

### Poesia
- Pasquale de' b. Mattej, Rime e prose scherzevoli corbellerie, Internet Archive, Napoli, 1870, SBN CFI0605279.

### Archeologia
- Pasquale Mattej, L'arcipelago ponziano: memorie storiche artistiche, Napoli, 1857, SBN SBL0726620.

### Linguistica
- Pasquale Mattej, Studii sul dialetto di Formia, Scauri, Arti Grafiche Caramanica, 1978, SBN RLZ0106598.

### Studi biografici
- Pasquale Mattej, Cenni su la vita e sulle opere del dottor Francesc'Antonio Notarjanni, 1845, SBN SBL0746896.

### Grafica
- Francesco De Bourcard, tavole illustrative, in Usi e costumi di Napoli e contorni descritti e dipinti, SBN BVE0691273.
- La panca dell'acquaiuolo, illustrazioni di Pasquale Mattei, SBN NAP0632723.
- 42 disegni (molti dei quali ripassati ad acquerello), raccoglienti aspetti folcloristici, costumi, monumenti e vedute panoramiche. Sono conservati nella Biblioteca Vallicelliana di Roma.

### Opere pittoriche
- Una serie di tele di Pasquale Mattej che documentano aspetti del folklore e della storia delle regioni del Regno di Napoli sono al Palazzo Reale (Napoli)[7]
- 1849, Lo sbarco di Pio IX al Granatello di Portici, Museo di San Martino, Napoli[3]
- 1849 circa, bozzetti animati con numerosissimi personaggi in costume (La festa dei quattro altari a Torre del Greco, Pulcinella imbonitore), Museo di San Martino, Napoli[3]

## Dediche
- Nella città natale gli è stata dedicata una piazza[8]
- Nella città natale gli è stata dedicato un istituto di istruzione secondaria di primo grado[9]

## Tavole realizzate perUsi e costumi di Napoli e contorni descritti e dipinti

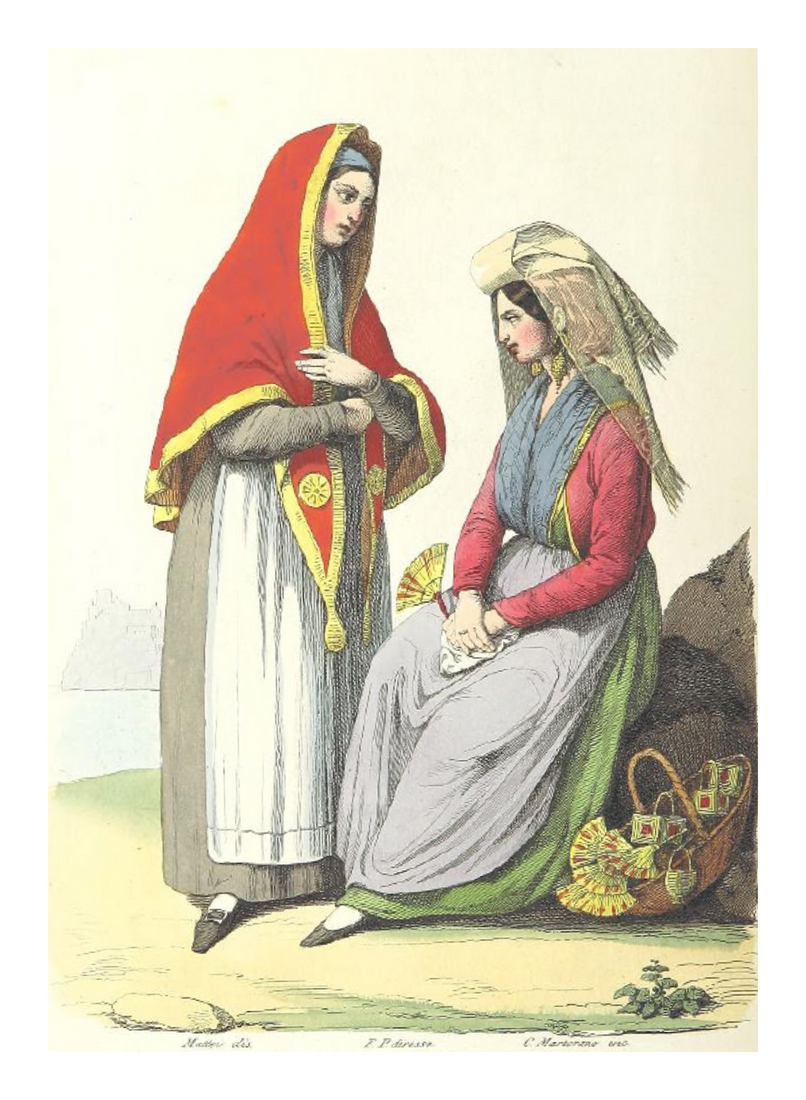
1853, le donne d'Ischia (vol. 1, p. 126)
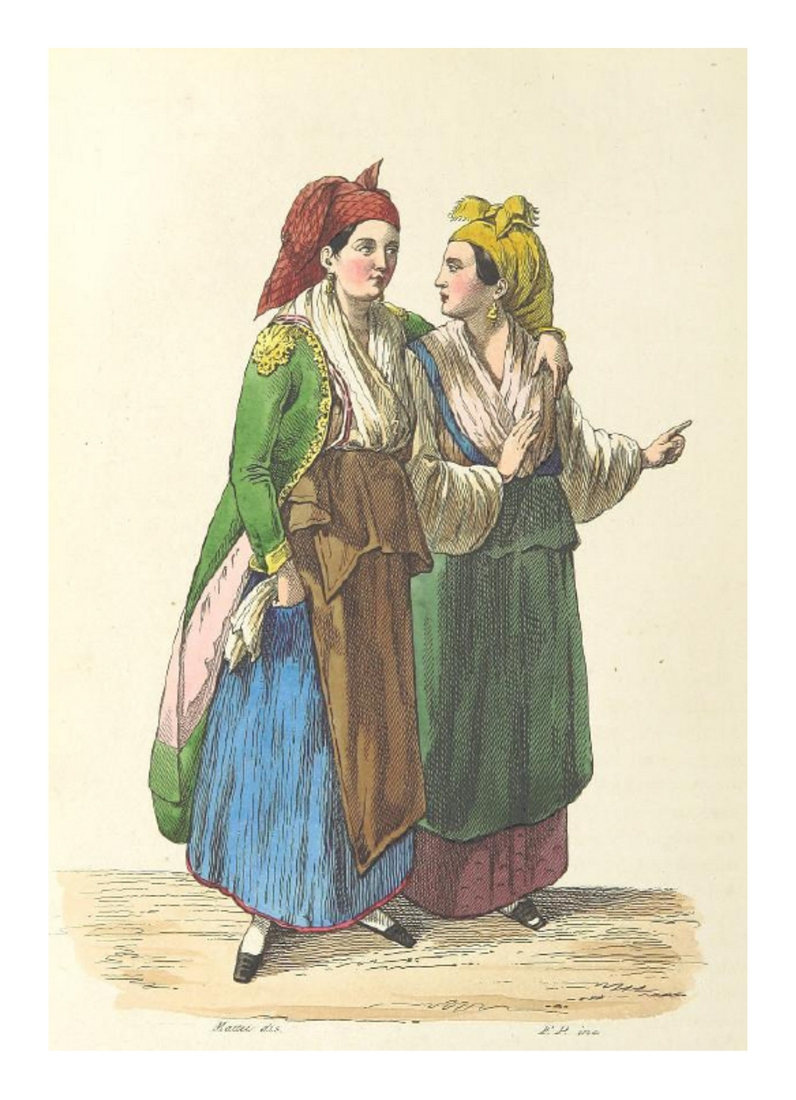
1853, le donne di Procida (vol. 1, p. 250)
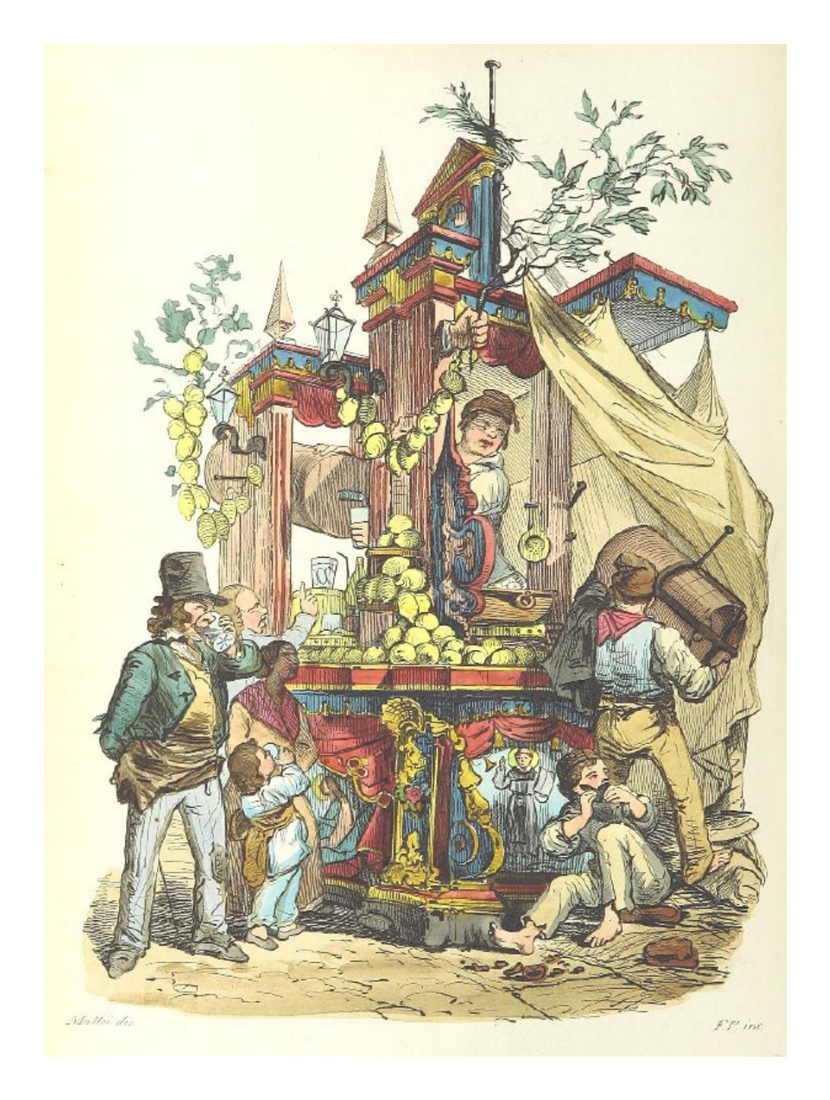
1853, la panca dell'acquaiolo (vol. 1, p. 332)
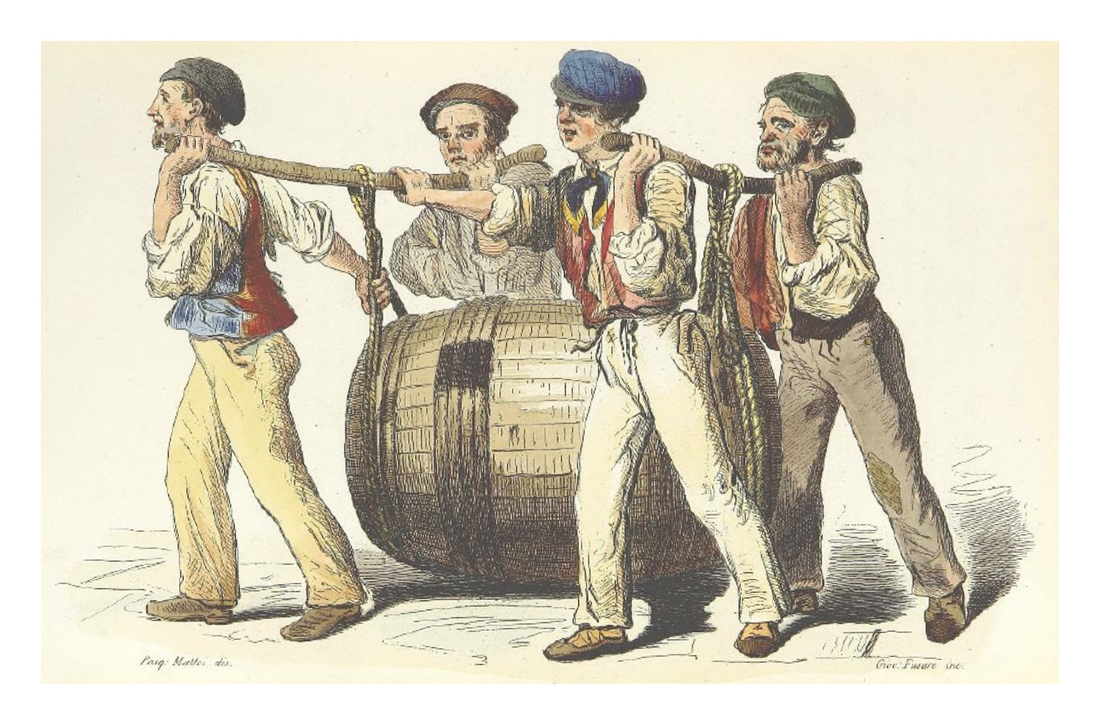
1858, i sal giovannari (vol. 2, p. 19)
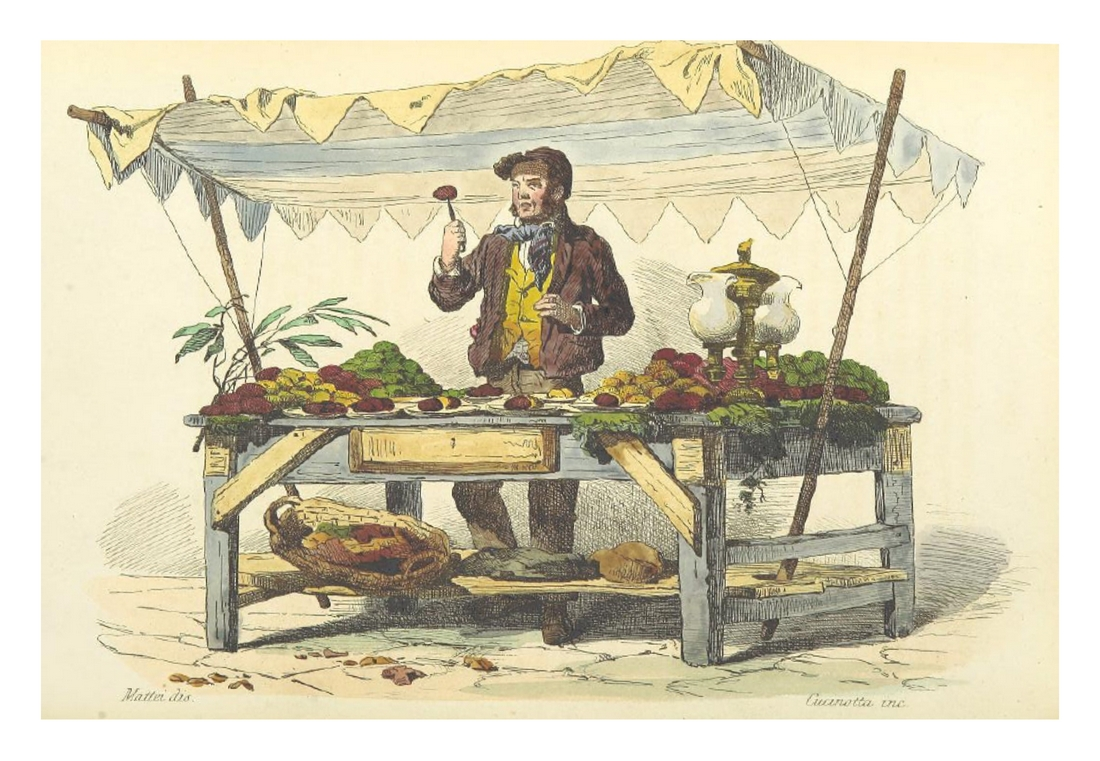
1858, il venditore di fichi d'India (vol. 2, p. 54)